# Manfred Steffny

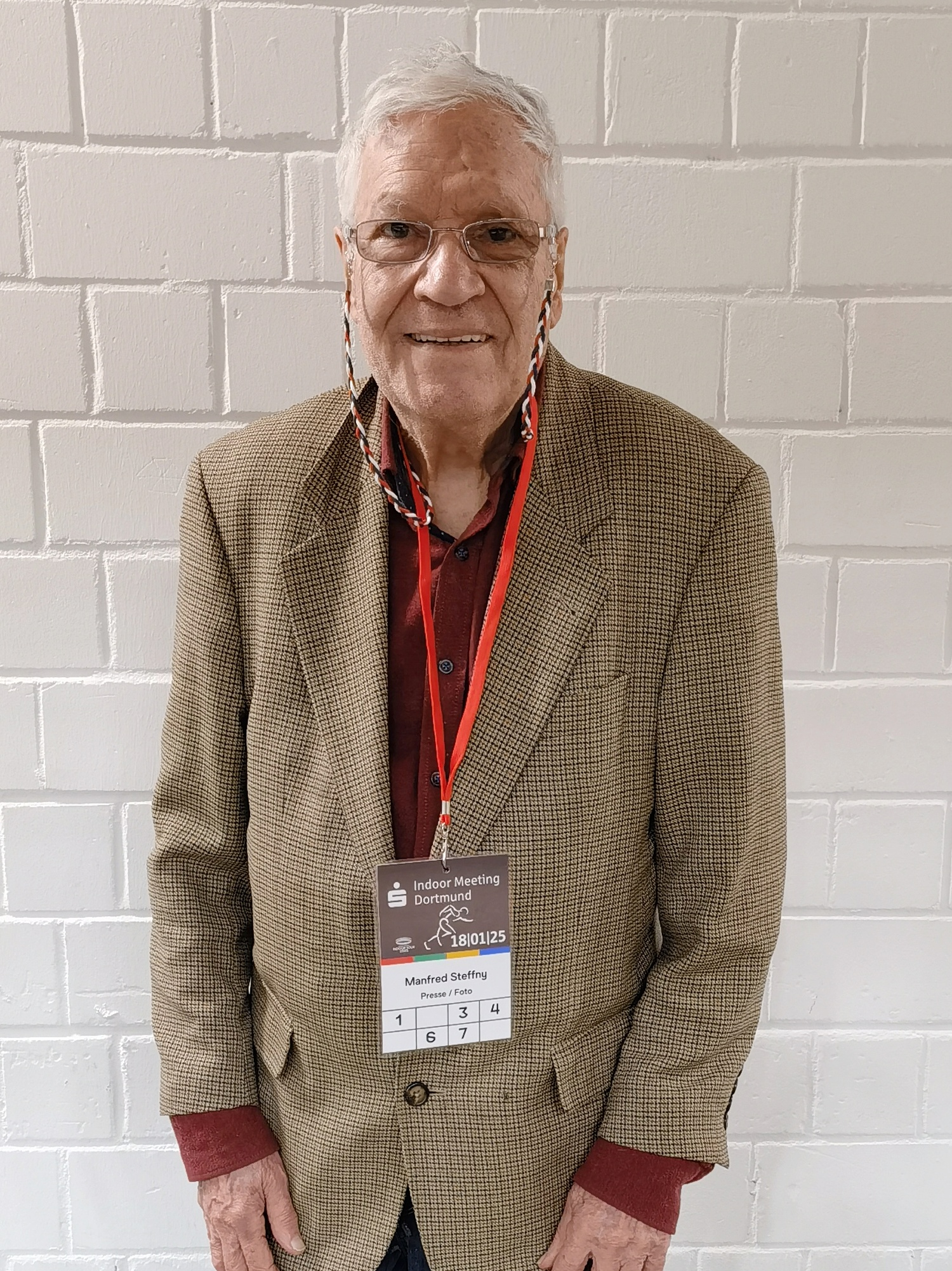
Manfred Steffny 2025 beim Indoor Meeting in Dortmund

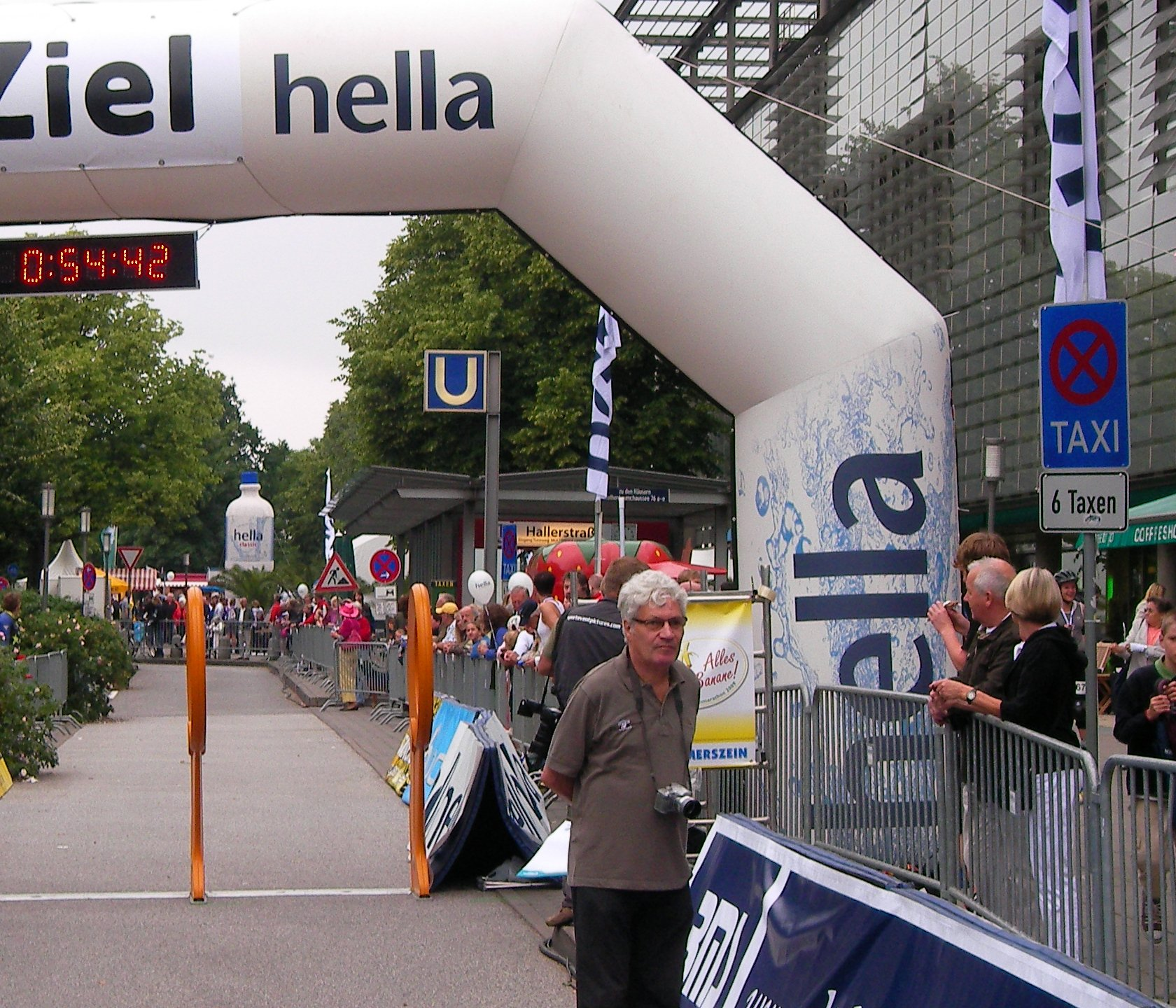
Manfred Steffny 2009 als Fotograf für SPIRIDON im Zieleinlauf des 15. hella Halbmarathon Hamburg

Manfred Steffny (* 14. August 1941 in Trier) ist ein ehemaliger deutscher Langstreckenläufer. Neben seinem Beruf als Herausgeber und Chefredakteur der Monatszeitschrift Spiridon-Laufmagazin ist er als Trainer und Leiter von Laufseminaren aktiv. Neben dem Bestseller Marathon-Training hat Manfred Steffny verschiedene Bücher zum Thema Laufen verfasst.

## Sportliche Karriere
Bereits in seiner Jugend begann die Läuferkarriere von Manfred Steffny. Sein erster Erfolg erreichte er 1955 mit der Kreismeisterschaft im Waldlauf in der Altersklasse „Schüler A“. Über die Laufstrecke von 10.000 Meter wurde er 1961 Rheinlandmeister. In den Jahren 1964 bis 1968 nahm er fünfmal an den Deutschen Meisterschaften über 10.000 Meter teil und belegte jeweils den 4. bis 6. Platz.
Im selben Jahr nahm Steffny erstmals an den Olympischen Spielen teil. Beim Marathon-Wettbewerb in Mexiko-Stadt belegte er mit einer Zeit von 2:31:23,8 h den 17. Platz.
Bei den Deutsche Leichtathletik-Meisterschaften 1969 startete Manfred Steffny für die LG Olympia Wuppertal und holte sich die Bronze-Medaille im Marathon. Bei den DM 1971, nunmehr für die LG Bayer 04 Leverkusen startend, folgte Silber, im Folgejahr bei den 72. Deutschen Meisterschaften dann nochmals Bronze.
International konnte er bei den Europameisterschaften 1971 in Helsinki mit einer Laufzeit von 2:24:05,6 h im Marathon den 25. Platz und im Folgejahr in München bei seiner zweiten Teilnahme an Olympia mit 2:24:25,4 h den 31. Platz belegen.
Während seiner Laufkarriere erzielte er eine persönliche Bestzeit von 2:16:45 h im Marathon. Nach dem Ende seiner Laufkarriere nahm Manfred Steffny an zahlreichen Wettkämpfen teil, wo er gute Platzierungen innerhalb seiner Altersklasse errang (z. B. München Marathon am 15. Oktober 2000 – dritter Platz der „M 55“ in 3:02:45 h Netto, 2001 Deutscher Senioren-Vize-Meister im 10-km-Straßenlauf in der Altersklasse „M 60“).

## Sonstiges
Nach seiner Laufkarriere trainierte er unter anderem seinen jüngeren Bruder Herbert Steffny (* 1953), der ab 1983 ein Comeback als Marathonläufer startete, sowie die frühere Marathon-Weltrekordlerin Christa Vahlensieck (* 1949).
Mit Ernst van Aaken (1910–1984) gründete Steffny im Dezember 1974 das Laufmagazin Spiridon und wurde über Jahrzehnte dessen Herausgeber und Chefredakteur. Zudem war er als Sportjournalist für den Wuppertaler General-Anzeiger, die Neue Rhein-Zeitung (NRZ) und den Sport-Informations-Dienst (SID) tätig.

## Privates
Manfred Steffny lebt in Erkrath im Kreis Mettmann. Er war verheiratet mit Renate Steffny und ist seit 2021 Witwer.

## Veröffentlichungen
- Laufbahn am Limit. Roman, Spiridon, Erkrath 2009, ISBN 978-3-922011-26-2.
- Marathon-Training. Verlag Hermann Schmidt, Mainz 2001 (15. Auflage), ISBN 3-87439-455-7.
- mit Rosemarie Breuer: Das Frauen-Lauf-Buch. Spiridon, Erkrath 1988, ISBN 3-922011-06-3.
- Die schönsten Marathonstrecken in aller Welt. 2. Auflage, Sportverlag, Berlin 1992, ISBN 3-328-00515-3.
- Lauf-Lexikon. Spiridon, Erkrath 2004, ISBN 3-922011-24-1.
- mit Gerhard Uhlenbruck, Bernd Schneider: Lauf-Lyrik. Spiridon, Erkrath 1985, ISBN 3-922011-13-6.
- Lebens – Lauf. Laufen als neue Erfahrung mit Körper und Psyche. Kiepenheuer & Witsch, Köln 1979, ISBN 3-462-01341-6.
- Lauf mit. S. Fischer, Frankfurt am Main.